# Modelu
Modelu è un comune della Romania di 9 745 abitanti, ubicato del distretto di Călărași, nella regione storica della Muntenia.
Il comune è formato dall'unione di 4 villaggi: Modelu, Radu Negru, Stoenești, Tonea.